# Kista
Kista – dzielnica (stadsdel) Sztokholmu, położona w jego północno-zachodniej części (Västerort) i wchodząca w skład stadsdelsområde Rinkeby-Kista. Graniczy z dzielnicami Akalla, Husby i Rinkeby oraz z gminami Sollentuna i Sundbyberg.
Kista, położona po północno-wschodniej stronie Järvafältet, znana jest od lat 80. XX w. jako największy w Szwecji ośrodek technologii informacyjnej. Zabudowa mieszkaniowa i przemysłowa powstała w latach 70. oraz 80. XX w. Wschodnią część dzielnicy stanowi obszar przemysłowy. W Kista mają swoją siedzibę przedsiębiorstwa branży IT. Znajduje się tam główne biuro Ericssona oraz m.in. biura IBM, Samsunga i Nokii. W zachodniej części przeważa budownictwo mieszkaniowe, o mieszanej zabudowie jedno- i wielorodzinnej.
Według danych opublikowanych przez gminę Sztokholm, 31 grudnia 2020 r. Kista liczyła 13 412 mieszkańców. Powierzchnia dzielnicy wynosi 4,13 km².
Kista jest jedną ze stacji na niebieskiej linii (T11) sztokholmskiego metra.